# Saronville
Saronville ist ein Dorf (Village) im Clay County im Süden von Nebraska, Vereinigte Staaten. Das U.S. Census Bureau hat bei der Volkszählung 2020 eine Einwohnerzahl von 35 ermittelt.

## Geschichte
Die ersten Siedler im Clay County kamen 1869 bis 1870 und waren Schweden. Zur gleichen Zeit baute die Chicago, Burlington and Quincy Railroad ihr Streckennetz von Lincoln (Nebraska) nach Westen aus. 1881 wurde in der Nähe der Bahnlinie von den Siedlern eine Kirche errichtet, die Saron Evangelical Lutheran. Berichten zufolge kommt der Name von einer Gemeinde in Schweden. Am 3. Oktober 1882 erhielt der Ort ein Postamt und seinen Namen Saronville. Auf Bitten der Einwohner an die Eisenbahngesellschaft bekam man am 29. November 1882 eine Bahnstation.

## Geografie
Das Dorf liegt zwischen Harvard im Westen und Sutton im Osten. Die nächstgelegenen größeren Städte sind Hastings (39 km westlich) und Lincoln (120 km östlich).

## Verkehr
Der Ort ist vom Norden über die Interstate 80 und vom Osten über die U.S Highway 81 zu erreichen, die beide in der unmittelbaren Nähe vorbeiführen. Im Süden verläuft der U.S. Highway 6. 
Der nächstgelegene Flugplatz ist der Hastings Municipal Airport.